# Аргинин
Аргинин (Arg, R) (2-амино-5-гванидиновалеријанска киселина) је условно есенцијална аминокиселина (људски организам може да је синтетизује зависно од степена развитка и здравственог стања особе).
Први га је изоловао швајцарски хемичар Ернст Шулце 1886. године.
Аргинин се налази у многим прехрамбеним намирницама: чоколади, месу (свињетина, телетина, дивљач, морска храна, перад), млечним производима и семену (сунцокрета, сусама, бундеве).
Аргинин има важну улогу у деоби ћелија, зацељивању рана, излучивању амонијака из организма, отпуштању хормона, као и имунолошку улогу.